# René Harris
René Reynaldo Harris je nauruski političar i predsjednik Republike Nauru od 27. travnja 1999. do 29. travnja 2000., od 30. ožujka 2001. do 9. siječnja 2003., od 17. siječnja 2003. do 18. siječnja 2003. i od 8. kolovoza 2003. do 22. lipnja 2004.
René Harris je studirao na fakultetu Geelong u državi Victoria u Australiji gdje je igrao australski nogomet. Povratkom na Nauru postao je predsjednik udruge australskog nogometa (Nauru Australian Football Association). Kasnije je radio za Nauru Phosphate Corporation nakon čega je postao direktor poduzeća Nauru Pacific Line. U parlament je izabran 1977. kao zastupnik za Aiwo. Kasnije je izabran za predsjednika parlamenta.
Godine 1998. okrivljen je za napad na zatvor na Nauru iz kojeg je uz pomoć dva suučesnika oslobodio trojicu članova svoje obitelji. Australski novinari su ga optuživali i za trošenje velike količine novca na luksuz i nekretnine u Melbourneu.
U travnju 1999. René Harris je prvi put stupio na dužnost predsjenika Republike Nauru. Do 2004. godine smijenjen je tri puta. za vrijeme njegove uprave dignuto je utočište za tražitelje azila za Australiju, te je Nauru primljen u UN, a dobio je i punopravno članstvo u Commonwealthu. Opozicija i međunarodna zajednica je žestoko kritizirala Harrisov režim zbog korupcije i kršenja ljudskih prava.
Kao i mnogi Nauruanci i Harris boluje od dijabetesa zbog kojeg ima ozbiljnih zdravstvenih problema. 
Nakon gubitka izbora, Harrisove pristaše su spalili jedinu policijsku stanicu na otoku.